# Азман Аднан
Азман Аднан (малай. Azman Adnan, нар. 1 листопада 1971, Малакка) — малайзійський футболіст, що грав на позиції  нападника, зокрема за клуби «Куала-Лумпур» та «Селангор», а також національну збірну Малайзії.

## Клубна кар'єра
У дорослому футболі дебютував 1989 року виступами за команду «Куала-Лумпур», в якій провів чотири сезони, взявши участь у 42 матчах чемпіонату. У складі «Куала-Лумпур» був одним з головних бомбардирів команди, маючи середню результативність на рівні 0,69 гола за гру першості.
Своєю грою за цю команду привернув увагу представників тренерського штабу клубу «Селангор», до складу якого приєднався 1993 року. Відіграв за малайзійський клуб наступні шість сезонів своєї ігрової кар'єри.
Згодом з 1999 по 2002 рік грав у складі команд «Пінанг», «Негері-Сембілан» та знову за «Селангор».
Завершував ігрову кар'єру у команді «Негері-Сембілан», кольори якої удруге за кар'єру захищав протягом 2003 року.

## Виступи за збірну
1991 року дебютував в офіційних матчах у складі національної збірної Малайзії.
Загалом протягом десятирічної кар'єри в національній команді провів у її формі 75 матчів, забивши 49 голів.